# Norbanus grandaevus
Norbanus grandaevus är en stekelart som först beskrevs av Girault 1925.  Norbanus grandaevus ingår i släktet Norbanus och familjen puppglanssteklar. Inga underarter finns listade i Catalogue of Life.